# Panasonic CF-2700
De CF-2700 is een door het Japanse Matsushita gefabriceerde MSX1 homecomputer uit 1984 die voldoet aan de internationale MSX-computerstandaard. 

## Omschrijving
Alle computerelektronica is ondergebracht in een uit één stuk bestaande computerbehuizing met een geïntegreerd toetsenbord. Het toetsenbord bevat verder een afzonderlijke blok cursortoetsen.
De kleurencombinatie van de behuizing is antraciet-zwart met grijze toetsen waarbij de cursortoetsen voorzien zijn van een groen kleuraccent. De computer beschikt aan de rechter bovenzijde over twee, boven elkaar geplaatste cartridgesleuven maar beschikt niet over een ingebouwd diskettestation. De uitbreidingssleuven bevinden zich aan de rechterzijde van de behuizing.

## Modelvarianten
De computers werden op de markt gebracht onder de Matsushita-merknamen Panasonic en National, beiden als CF-2700. 

## Technische specificaties
Processor
- NEC D780C-1, een Zilog Z80A-kloon met een kloksnelheid van 3,56 MHz. (PAL)
- PPI: NEC D8255AC-5, compatibel met i8255

Geheugen
- ROM: 32 kB
  - MSX BASIC versie 1.0

- RAM
  - Werkgeheugen: 64 kB
  - VRAM: 16 kB

Weergave
- VDP Texas Instruments TMS9929A
- tekst: 32 × 24, 40 × 24 en 8 × 6 (karakters per regel × regel)
- grafisch: resolutie maximaal 256 × 192 beeldpunten
- kleuren: 16 maximaal

Controller
- MSX-controller: T7775

Geluid
- PSG General Instrument AY-3-8910A
- 3 geluidskanalen, waarvan één ruiskanaal
- 8 octaven

Aansluitingen
- netsnoer
- RF-uitgang
- CVBS (voor aansluiting van een computermonitor)
- datarecorder (1200/2400 baud)
- printer
- hoofdtelefoon (audiouitvoer)
- 2 uitbreidingspoorten
- 2 joysticks
- 2 cartridgesleuven
- afmetingen: 436 × 245 × 90 mm
- gewicht: 3,6 kg
- stroomverbruik 28 W